# مفتاح إزاحة
مفتاح الإزاحة أو مفتاح العالي هو مفتاح تبديل وظيفي في لوحة المفاتيح، يستخدم لتغيير استخدام المفتاح الآخر الذي يُضغط عليه، كاستخدامه لإضافة الحركات في اللغة العربية أو الألف المهموزة وغير ذلك.
في اللغات التي تستخدم الأبجدية اللاتينية، يستخدم مفتاح الإزاحة لكتابة الأحرف بالكبيرة والأشكال المرسومة في الجزء العلوي من المفتاح، هُناك مفتاحي إزاحة على لوحة المفاتيح الواحدة، في الجزأين الأيمن والأيسر منها، وعلى ذات السوية. استخدم مفتاح الإزاحة لأول مرة في النوع رقم اثنين من آلة الكاتبة من اختراع ريمينغتون باسم «الوضعية الصغيرة»، أما في الرقم الأول منها فكانت تحتوي على الأحرف الكبيرة فقط.
يجب استخدام مفتاح الإزاحة في معظم اللغات لإضافة علامات الترقيم، فيما يخص اللغات اللاتينية، تفعيل مفتاح الحروف الكبيرة يجعل من الضغط على مفتاح الإزاحة يحول الأحرف للشكل الصغير منها وذلك في أنظمة التشغيل ويندوز، لكنه لا يقوم بهذه الوظيفة في أنظمة تشغيل ماك أو إس

## رسم الحرف

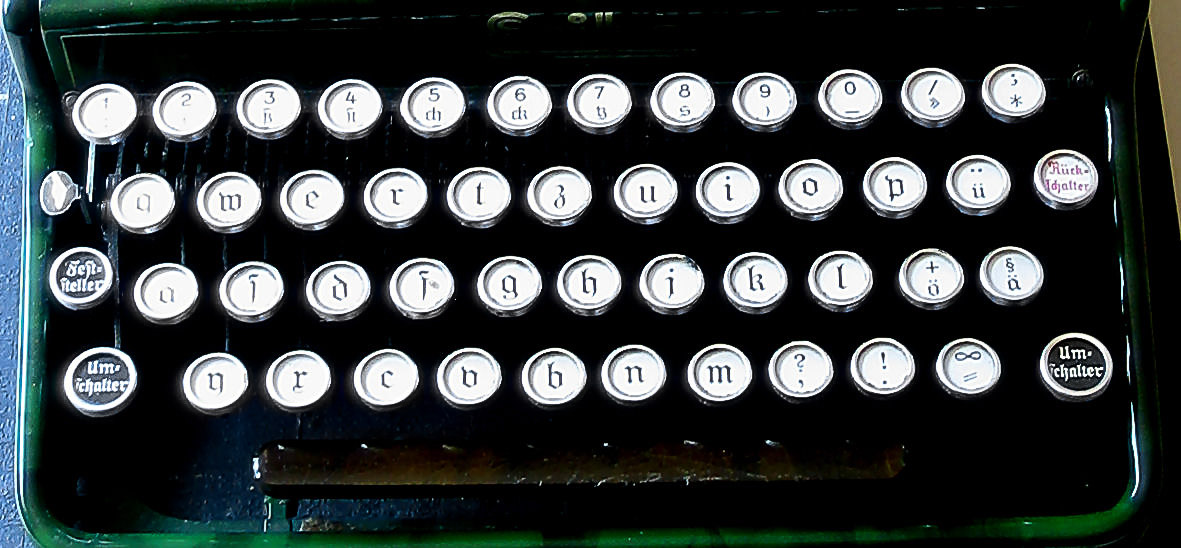
لوحة مفاتيح آلة كاتبة يدوية ألمانية (أوائل القرن العشرين)، مع مفاتيح الإزاحة التي تحمل علامة "Umschalter" ("تبديل")

رمز لوحة المفاتيح لـ "الاختيار من المستوى 2" (أي إزاحة)

رمز لوحة المفاتيح لمفتاح الإزاحة (وهو ما يسمى المستوى 2 حدد المفتاح في سلسلة المعايير الدولية إيزو/ إيك 9995) في إيزو / إيك 9995-7 كرمز 1 ، وفي إيزو 7000 "رموز رسومية للاستخدام على الأدوات" كمتغير اتجاهي للرمز إيزو-7000-251. في يونيكود 6.1 ، أقرب محرف إليه يكتب بالترميز (U+21E7) (⇧). يستخدم هذا الرمز استخدامًا شائع للإشارة إلى مفتاح الإزاحة على لوحات المفاتيح الحديثة (خاصة في التخطيطات غير الأمريكية وعلى لوحة مفاتيح أبل) ، وأحيانا بالاشتراك مع كلمة" الإزاحة " أو ترجمتها باللغة المحلية. يستخدم هذا الرمز أيضا في النصوص للدلالة على مفتاح التحول.

## استخدام المفتاح في نظام تشغيل ويندوز
| الإجراء                                                      | نتيجة | إصدارات Windows |
| ------------------------------------------------------------ | --- | --------------- |
| الضغط على Ctrl+⇧ Shift+Esc                                   | يفتح مدير مهام ويندوز. | 3.1+            |
| إمساك الضغط على ⇧ Shift + انقر إعادة التشغيل                 | يُعيد تشغيل نظام ويندوز ولا يعيد إقلاع الحاسوب. | 95، 98، ME      |
| إمساك الضغط على⇧ Shift+إدراج قرص مضغوط                       | سيؤدي الاستمرار في الضغط أثناء إدخال قرص مضغوط في الحواسيب ذات أنظمة تشغيل مايكروسوفت ويندوز إلى تجاوز ميزة التشغيل التلقائي. وتستخدم هذه الميزة للتحايل على نظام حماية نسخ الأقراص المضغوطة من النوع MediaMax CD-3. | 95+             |
| إمساك الضغط على⇧ Shift+النقر على مفتاح الإغلاق               | في مستكشف الملفات، يغلق المجلد الحالي وكافة المجلدات الرئيسة. | 95+             |
| الضغط على ⇧ Shift+Delete                                     | في مستكشف الملفات، إذا ضُغط عليهما بعد تحديد كائنات من أي نافذة، مثل نافذة الملفات والمجلدات، يؤدي ذلك إلى تجاوز سلة المحذوفات وحذف الكائنات المحددة نهائيًا. عوضاً عن ذلك، سيؤدي الضغط مع الاستمرار على Shift وتحديد خيار الحذف في القائمة المنبثقة للكائنات المحددة إلى تحقيق ذلك. لا يمكن استرداد الكائنات المحذوفة بعد ذلك إلا باستخدام برامج استرجاع الملفات المحذوفة من الأنظمة. | 95+             |
| الضغط على ⇧ Shift+Tab                                        | يحدد الكائن السابق في الكائنات التي يمكن التركيز عليها في العديد من تطبيقات Windows، مثل عنصر تحكم النموذج السابق في نموذج في إنترنت إكسبلورر. | 3.1+            |
| الضغط على⇧ Shift 5 مرات                                      | للتبديل بين تفعيل ثبات المفاتيح وإيقاف تشغيله. | 95+             |
| إمساك الضغط على ⇧ Shift الأيمن لمدة 8 ثواني                  | للتبديل بين تفعيل وإيقاف برنامج "تصفية المفاتيح". | 95+             |
| الضغط على مفتاحي⇧ Shift على لوحة المفاتيح                    | يبطل ثبات المفاتيح إذا تم تنشيطه. | 95+             |
| الضغط على Alt الأيسر + ⇧ Shift الأيسر+ قفل الترقيم           | للتبديل بين تشغيل وإيقاف تشغيل "مفاتيح الماوس". | 95+             |
| الضغط على مفتاح التبديل الأيسر +⇧ Shift الأيسر+ تصوير الشاشة | للتبديل بين تشغيل وإيقاف تفعيل التباين العالي. | 95+             |
| الضغط على Win+⇧ Shift+Tab ↹                                  | يبرز المهمة الأخيرة في شريط المهام. استمر في التنقل عبر شريط المهام باستخدام مفاتيح الأسهم، Win+Tab ↹ (للأمام)، Win+⇧ Shift+Tab ↹ (للخلف)، أوالمفاتيح الأبجدية الرقمية (تبرز المهمة التي تبدأ بالحرف الأبجدي الرقمي الذي يتم الضغط عليه). الضغط على Space Bar أو ↵ Enter لفتح هذه المهمة.                                                                                           | 95+             |
| الضغط على Alt+⇧ Shift+Tab ↹                                  | يعرض قائمة بالمهام في شريط المهام طالما يكون مفتاح Alt مُمسكاً. يختار المهمة الأخيرة في القائمة. يمكن استمرار التنقل في القائمة بالضغط على ⇧ Shift+Tab ↹. تحرير مفتاح Alt يفتح المهمة المحددة. | 3.1+            |
| الضغط على Ctrl+⇧ Shift+Tab                                   | يحدد النافذة المبوبة السابقة في أي من تطبيقات ويندوز التي تستخدم التحكم في النافذة المبوبة. | 3.1+            |
| الضغط على Win+⇧ Shift+S                                      | يفتح برنامج قصاصة ورسم | 10              |

## هوامش
1. ↑  في لوحات مفاتيح آبل